# Atkinsonia
Atkinsonia é um género botânico pertencente à família Loranthaceae.